# Temporada 1976 del Campeonato Mundial de Rally
La temporada 1976 fue la 4.º edición del Campeonato Mundial de Rally. Comenzó el 17 de enero con el Rally de Montecarlo y terminó el 30 de noviembre en el Rally de Gran Bretaña. Al igual que las anteriores sólo contó para los fabricantes.
Este año el Lancia Stratos volvió a ganar con comodidad, con cuatro victorias y doblando en puntos al segundo clasificado.

## Calendario
| N.º   | Fecha                | Rally                 |
| ----- | -------------------- | --------------------- |
| 1     | 17 - 24 de enero     | Rally de Montecarlo   |
| 2     | 20 - 22 de febrero   | Rally de Suecia       |
| 3     | 10 - 14 de marzo     | Rally de Portugal     |
| 4     | 14 - 19 de abril     | Rally Safari          |
| 5     | 22 - 28 de mayo      | Rally Acrópolis       |
| 6     | 22 - 27 de junio     | Rally de Marruecos    |
| 7     | 27 - 29 de agosto    | Rally de Finlandia    |
| 8     | 6 - 9 de octubre     | Rally de San Remo     |
| 9     | 6 - 7 de noviembre   | Rally de Córcega      |
| 10    | 27 - 30 de noviembre | Rally de Gran Bretaña |
| [ 2 ] |                      |                       |

## Puntuación
| Posición | 1.º | 2.º | 3.º | 4.º | 5.º | 6.º | 7.º | 8.º | 9.º | 10.º |
| -------- | --- | --- | --- | --- | --- | --- | --- | --- | --- | ---- |
| Puntos   | 20  | 15  | 12  | 10  | 8   | 6   | 4   | 3   | 2   | 1    |

## Equipos
| Constructor    | Equipo                    | Vehículo                 | Pilotos          |
| -------------- | ------------------------- | ------------------------ | ---------------- |
| Lancia         | Lancia Alitalia           | Lancia Stratos           | Sandro Munari    |
| Lancia         | Lancia Alitalia           | Lancia Stratos           | Bjorn Waldegard  |
| Lancia         | Lancia Alitalia           | Lancia Stratos           | Rafaelle Pinto   |
| Fiat           | Fiat SpA                  | Fiat 124 Abarth Spider   | Maurizio Verini  |
| Fiat           | Fiat SpA                  | Fiat 124 Abarth Rally    | Markku Alén      |
| Alpine-Renault |                           | Alpine A310              | Jean-Luc Therier |
| Alpine-Renault | Jean-Claude Andruet       | Alpine A310              |                  |
| Opel           | Opel Euro Händler Team    | Opel Ascona              | Anders Kulläng   |
| Opel           | Opel Euro Händler Team    | Opel Kadett GT/E         | Anders Kulläng   |
| Opel           | Opel Euro Händler Team    | Walter Röhrl             |                  |
| Ford           | Ford Motor Co. Ltd.       | Ford Escort RS 1800 MKII | Timo Mäkinen     |
| Ford           | Ford Motor Co. Ltd.       | Ford Escort RS 1800 MKII | Roger Clark      |
| Ford           | Team Avon Tyres           | Ford Escort RS 1800 MKII | Pentti Airikkala |
| Toyota         | Toyota Team Great Britain | Toyota Corolla           | Ove Andersson    |
| SEAT           | SEAT                      | Seat 1430 / 1800         | Antonio Zanini   |

## Desarrollo
- En el Rally de Montecarlo, Lancia subió al podio a tres Stratos, con Munari, Waldegard y Darniche. Todos los Alpine A110 se retiraron. Supuso el último rally, de manera oficial, para el Fiat 124 Spider y el estreno para el Opel Kadett GT/E y la primera salida internacional para Seat con Antonio Zanini finalizando duodécimo.[1]
- El Rally de Suecia adoptó ese año el formato del RAC Rally con tramos secretos.[1] Ganó Per Eklund (la única en su trayectoria deportiva) con doblete de Saab. El tercer puesto de Opel lo acercó a Lancia en la clasificación.
- En Portugal ganó Sandro Munari con la ausencia de Waldegard. El tercer puesto del piloto privado Manuel Queiroz Pereira, mantuvo a Opel cerca de Lancia en los puntos. Tras Portugal, Opel replanteó su programa y no fue a las pruebas de verano que le impidió aprovechar la sequía del Stratos en las cuatro carreras siguientes.[1]
- El Rally Safari, que en aquellos años era una dura prueba de 7.000 kilómetros que atravesaba Kenia, Tanzania y Uganda, los tres Lancia se retiraron, junto al Peugeot de Makinen, el Opel de Rohrl y el Datsun de Shekhar Mehta. Los únicos supervivientes fueron los Mitsubishi que coparon las tres plazas del podio.[1]
- En Grecia, de nuevo los Opel no acudieron y el nuevo Lancia falló y Jean Ragnotti pudo dar la victoria al Alpine A310 pero se salió a tres tramos del final.[1]
- En Marruecos solo acudió Munari que finalizó tercero, por detrás de los Peugeot 504 de Jean-Pierre Nicolas y Simo Lampinen.[1]
- En Finlandia no acudió Lancia, que se convirtió en un duelo entre Hannu Mikkola y Pentti Airikkala, que finalizarían primero y segundo respectivamente.
- En el Rally de San Remo, Lancia podría sentenciar el campeonato. La prueba se convirtió en un duelo entre Munari y Waldegard seguidos de Pinto y Tony Fassina que los cubrían.[1] Ese año la prueba era mixta con tramos de tierra y asfalto. Munari ganaba en los de asfalto y Waldegard le recortaba tiempo en los de tierra. Fiorio, director de Lancia que sentía predilección por Munari, y en el último tramo cuando ganaba Waldegard por cuatro segundos, mantuvo cuatro segundos al sueco en la salida para que se jugasen el rally en al última especial, que finalmente ganaría Waldegard, curiosamente por cuatro segundos respecto a Sandro Munari.[1] Esa misma noche el sueco firmó con Ford y se despidió de Lancia.[1]
- En Córcega doblete del Stratos con Sandro Munari y Darniche.[1]
- En el RAC Rally venció el Ford Escort RS1800 de Roger Clark.[1]

## Resultados
| N.º | Constructor          | MON | SWE | POR | KEN | GRC | MAR | FIN | ITA | FRA | GBR | Puntos |
| --- | -------------------- | --- | --- | --- | --- | --- | --- | --- | --- | --- | --- | ------ |
| 1   | Lancia               | 20  | 10  | 20  |     |     | 12  |     | 20  | 20  | 10  | 112    |
| 2   | Opel                 | 10  | 12  | 12  |     | 8   |     |     | 8   | 3   | 4   | 57     |
| 3   | Ford                 | 8   |     | 4   |     |     |     | 15  |     |     | 20  | 47     |
| 4   | Saab                 |     | 20  |     |     |     |     | 8   |     |     | 15  | 43     |
| 5   | Datsun               |     |     | 6   | 4   | 20  |     | 6   |     |     | 3   | 39     |
| 6   | Toyota               |     |     | 15  |     |     |     | 12  |     |     | 8   | 35     |
| 7   | Fiat                 | 6   |     |     |     |     |     | 20  | 6   |     |     | 32     |
| 8   | Peugeot              |     |     |     | 10  |     | 20  |     |     | 1   |     | 31     |
| 9   | Alpine-Renault       |     |     |     |     | 15  |     |     |     | 12  |     | 27     |
| 10  | Mitsubishi           |     |     |     | 20  |     |     |     |     |     |     | 20     |
| 11  | Porsche              | 4   |     |     |     |     |     |     | 2   | 8   |     | 14     |
| 12  | Alfa Romeo           | 1   |     |     | 1   | 10  |     |     |     |     |     | 12     |
| 13  | Citroën              |     |     |     |     |     | 10  |     |     |     |     | 10     |
| 14  | Lada                 |     |     |     |     | 6   |     |     |     |     |     | 6      |
| 14  | Renault              |     |     |     |     |     | 6   |     |     |     |     | 6      |
| 16  | Volvo                |     | 4   |     |     |     |     |     |     |     |     | 4      |
| 16  | BMW                  |     |     |     |     | 4   |     |     |     |     |     | 4      |
| 18  | Mazda                |     |     | 3   |     |     |     |     |     |     |     | 3      |
| 18  | Volkswagen           |     |     |     |     | 3   |     |     |     |     |     | 3      |
| 20  | British Leyland Cars |     |     |     |     |     |     |     |     |     | 2   | 2      |
| 21  | Wartburg             |     |     |     |     | 1   |     |     |     |     |     | 1      |